# Dušan Perniš
Dušan Perniš (Nitra, Eslovaquia, 28 de noviembre de 1984), futbolista eslovaco. Juega de portero y su actual equipo es el Beroe Stara Zagora de la Primera Liga de Fútbol Profesional de Bulgaria. 

## Selección nacional
Ha sido internacional con la selección de fútbol de Eslovaquia, ha jugado 7 partidos internacionales.

### Participaciones en Copas del Mundo
| Mundial                               | Sede                   | Resultado   |
| ------------------------------------- | ---------------------- | ----------- |
| Copa Mundial de Fútbol Sub-20 de 2003 | Emiratos Árabes Unidos | 8° de final |
| Copa Mundial de Fútbol de 2010        | Sudáfrica              | 8° de final |

## Clubes
| Club                 | País       | Año       |
| -------------------- | ---------- | --------- |
| ZŤS Dubnica          | Eslovaquia | 2002-2005 |
| MŠK Žilina           | Eslovaquia | 2005-2009 |
| FC Senec (cedido)    | Eslovaquia | 2006      |
| ZŤS Dubnica (cedido) | Eslovaquia | 2006-2008 |
| Dundee United        | Escocia    | 2009-2012 |
| Pogoń Szczecin       | Polonia    | 2012-2013 |
| ŠK Slovan Bratislava | Eslovaquia | 2013-2015 |
| FC Nitra             | Eslovaquia | 2013      |
| Iraklis              | Grecia     | 2015-2016 |
| Beroe Stara Zagora   | Bulgaria   | 2017-     |

## Palmarés

### Campeonatos nacionales
| Título          | Club          | País    | Año  |
| --------------- | ------------- | ------- | ---- |
| Copa de Escocia | Dundee United | Escocia | 2010 |